# Jerry Colonna
Jerry Colonna, nome vero di Gerardo Luigi Colonna (Boston, 17 settembre 1904 – Woodland Hills, 21 novembre 1986), è stato un attore statunitense.

## Biografia
Era il figlio di Elisabetta Magro e Giuseppe Colonna, di Muro Lucano. Sposato con Florence Purcell, nata Purciello (1908-1994), nel 1941 adottò un bambino di nome Robert, suo unico figlio.
Partner di Bob Hope in un celebre show radiofonico degli anni quaranta, Jerry Colonna fu anche doppiatore nel film d'animazione Alice nel paese delle meraviglie (1951).
Morì nel 1986, all'età di 82 anni, per insufficienza renale e venne sepolto nel Cimitero della Missione di San Fernando a Los Angeles.
La sua pronipote, Sarah, nata nel 1974, ha seguito le sue orme come attrice e comica.

## Filmografia parziale

### Attore
- Rosalie, regia di W. S. Van Dyke (1937)
- Garden of the Moon, regia di Busby Berkeley (1938)
- La danzatrice di Singapore (The Road to Singapore), regia di Victor Schertzinger (1940)
- Signorine, non guardate i marinai (Star Spangled Rhythm), regia di George Marshall (1942)
- Climax! – serie TV, episodio 3x38 (1957)

### Doppiatore
- Casey at the Bat, episodio di Musica maestro (Make Mine Music), regia di Bob Cormack, Clyde Geronimi, Jack Kinney, Hamilton Luske e Joshua Meador (1946)
- Alice nel Paese delle Meraviglie  (Alice in Wonderland), regia di Clyde Geronimi, Wilfred Jackson e Hamilton Luske (1951) – Leprotto bisestile
- The Brave Engineer, regia di Jack Kinney (1950)

## Doppiatori italiani
- Stefano Sibaldi in È arrivata l'infelicità/Tutti pazzi
- Mauro Zambuto in Alice nel paese delle meraviglie
- Lauro Gazzolo in Disneyland - Quattro storie bizzarre